# 大高忠晴
大高 忠晴（おおたか ただはる、寛永6年2月8日（1629年3月2日）‐延宝4年4月3日（1676年5月15日））は、江戸時代前期の赤穂藩浅野家家臣。通称は兵左衛門。幼名は右馬助。赤穂四十七士の大高源五忠雄の父。本姓は安倍氏。家紋は丸に三盛亀甲花菱。
三春藩士秋田忠久（大高本家45代当主）の次男。兄に秋田忠宗（大高本家46代当主）がいる。この秋田家は三春藩主の家名を頂いたものだが、もともとは大高家といった。大高家は平安時代の頃から安倍氏一族として安倍氏嫡流（安東氏・秋田氏）に仕え続けた連錦の家柄である。江戸時代には大高本家のみ主家と同じ「秋田」を名乗ることが許されていた。
忠晴は庶子であるので秋田ではなく大高を氏とし、赤穂浅野家（当時は笠間藩主浅野長直）に仕えるようになる。寛永16年（1639年）頃のことという。赤穂藩では200石を支給された。同じ浅野家中の小野寺又八の娘を妻に迎え、その間に寛文12年（1672年）に長男の大高忠雄、延宝4年（1676年）に次男の大高小次郎（のちの小野寺秀富）を儲けた。しかし小次郎が生まれた延宝4年のうちに死去している。